# Леки крайцери тип „Тенрю“
Тенрю (на японски: 天龍型軽巡洋艦) са серия леки крайцери на Императорските ВМС на Япония. В началото са класифицирани като крайцери 2-ри ранг, фактически според предназначение и конструкция са големи лидери.
В периода 1917−1919 г. в корабостроителниците в Сасебо и Йокосука са построени два кораба („Тенрю“ и „Тацута“), от планираните по програмата „8+4“ още 6 единици се отказват в полза на по-големите и по-добре въоръжени 5500−тонни крайцери. Двата кораба се намират в състава на флота през цялото междувоенно време, активно участват във Втората световна война, в хода на която загиват от атаки на американски подводни лодки.

## Проектиране и строителство
На 10 септември 1915 г. японският морски министър Томосабуро Като представя на заседание на кабинета на министрите обновен вариант на корабостроителната програма „8+4“. Нейният първи етап, утвърден на заседание на парламента от 24 февруари 1916 г., включва в себе си строителството на 1 линкор („Нагато“), 2 крайцера 2-ри ранг, 1 разрушител („Таникадзе“), 3 подводници (№ 14, № 19 и № 20) и танкер („Суносаки“). За строителството на крайцерите през 1916-а финансова година са отделени 9,1 млн. йени, а на 13 май 1916 г. са им присвоени имената „Тенрю“ (天龍) и „Тацута“ (龍田), по имената на реките Тенрю и Тацута, течащи в префектурите Нагано, Шидзуока и Нара съответно. Преди тези имена вече са носени от корветата „Тенрю“ и небронираният крайцер „Тацута“.
Корабите се предполага да се използват като лидери за планираните 1-ва и 2-ра флотилии разрушители. Основен ориентир за проектирането са британските леки крайцери типове „Аретуза“ и „C“.
Строителството на двете единици се води в държавните корабостроителници в Йокосука и Сасебо в периода 1917−1919 г. Поради авария по време на ходовите изпитания заложеният по-рано „Тенрю“ влиза в строй половин година по-късно, отколкото „Тацута“.
От планираните по програмата „8+4“ още 6 еднотипни единици и 3 7200-тонни ескадрени разузнавачи, през лятото на 1917 г., отказват в полза на 8 5500-тонни крайцера.

## Описание на конструкцията

### Корпус и компоновка
Дългият и тесен корпус на крайцерите с размери 142,65×13,35 метра се дели от 14 прегради на 15 водонепроницаеми отсека. Форщевенът има характерната закръглена форма, по-рано използвана при разрушителите от типа „Исокадзе“ – нейното използване се обуславя от необходимостта за безопасно преминаване през японските минни полета, състоящи се от съединени с въжета двухкорпусни мини. Полубакът за крайцера е необикновено къс, а надстройките и мачтите – прости по своята конструкция. Носовата надстройка има само три нива: на първото е разположена радиостанцията и походните каюти, на второто – бойната, оперативната и щурманската рубки, на третото са ходовия мостик и далекомерът. В надстройките около комините на горната палуба са въздухозборниците на вентилаторите, камбузите, работилниците, санитарните помещения и килерите. В кърмовата надстройка се разполага резервния център за управление на кораба и втората радиостанция. Шестте спасителни лодки (два сампана, два гребни и два моторни катера) се разполагат на горната палуба в централната част на корпуса.
Като цяло архитектурно крайцерите много приличат на увеличени разрушители от типа „Кавакадзе“, външно различавайки се само по конструкцията на кърмовата надстройка и по-големите щитове на оръдията.

### Въоръжение
Главният калибър на крайцерите от типа „Тенрю“ са 4 единични щитови установки 140 mm/50 Тип 3 Модел А, една двойка от които са разположени отпред и отзад на носовата надстройка, а другата – на кърмовата надстройка, отпред и отзад на кърмовия мостик. Това оръдие е разработено преди Първата световна война за замяна на оръдието 152 mm/50 Тип 41, прието на въоръжение през 1914 г. Поставяните на „Тенрю“ установки имат малък ъгъл на подем на ствола от 20°, даващ максимална далечина на стрелбата 15 800 метра. Подаването на 38 kg снаряди (към момента на влизането в строй се използват бронебоен и учебен) и 11 kg заряди от погребите до горната палуба се осъществява от два верижни подемника, а оттам до оръдията ръчно на релсови подемници.
За управлението на огъня на главния калибър се използва директорът Тип 13 на фокмачтата и два далекомера на носовия и кърмовия мостици, всеки с 2,5-метрова база.
ПВО на кораба се осигурява от разположено зад кърмовата надстройка зенитно оръдие 76,2 mm/40 Тип 3 (максимален ъгъл на възвишение:+75°) и две 6,5 mm картечници Тип 3, намиращи се между втория и третия комин. На мостика също има 47 mm сигнални оръдия конструкция Ямаучи.
На горната палуба са разположени и двата вградени торпедни апарата Тип 6. Изстрелваното от тях 533 mm парогазово торпедо Тип 6 е прието на въоръжение през 1917 г. При дължина от 6,84 m и стартова маса 1,43 тона то носи 203 kg тринитрофенол и може да измине 7 km на 35-възлов ход или 15,5 km при 26 възела скорост.
Крайцерите могат да носят на борда си до 48 мини, за поставянето им има двойка минни релси.

### Бронева защита
Крайцерите са проектирани, с условието да издържат попаденията на 102 mm снаряди на американските разрушители. Основният брониран пояс прикрива силовата установка и се състои от две ленти: долна с дължина 56,5 m, ширина 2,82 m и дебелина 63 mm (38 и 25,4 mm плочи от високоякостна стомана) и горна с дължина 58,6 m, ширина 1,45 m и дебелина 51 mm (две 25,4 mm плочи). В горната си част той се стикова с 25,4 mm бронирана палуба, по краищата изтъняваща до 22 mm, а под надстройките – до 6,35 mm. Бойната рубка има 51 mm кръгово брониране и брониран покрив с дебелина 25,4 mm. Такива важни възли, като румпелното отделение, погребите за боеприпаси и подемниците за снаряди не са прикрити с броня.

### Силова установка
На крайцерите има три турбозъбчати агрегата конструкция „Браун-Къртис“ мощност 17000 конски сили (12,5 МW) всеки, произведени от същите предприятия, на които се правят и самите кораби (освен на ТЗА за централния вал на „Тацута“, произведен от завода на „Кавазаки“ в Кобе). Те са поместени в две машинни отделения: два в носовото, задвижващи външните валове с гребни винтове, и един в централното, работещ на централния вал. Парата се осигурява от десет водотръбни парни котли „Кампон Ро-Го“, разположени в три котелни отделения: в носовото два малки със смесено отопление, в средното два малки със смесено и два големи с нефтено, в кърмовото четири големи с нефтено, димоходите от тях са изведени в три комина. Работното налягане на парата е 18,3 kg/cm² при температура 156°С.
Запасът гориво (920 тона мазут и 150 тона въглища) позволява на крайцерите да изминат 5000 морски мили на 14 възлов икономичен ход.
За захранване на корабната електромрежа (с напрежение от 110 V) се използват два дизел-генератора с мощност 66 и 44 КW, разположени в машинното отделение.

### Екипаж и условия за обитаемост
Щатно екипажът на крайцерите се състои от 33 офицера и 304 подофицера и матроси. Освен това, де факто, винаги на тях има и щабни офицери на флотилиите разрушители.
Офицерските каюти с площ 239,39 m² и обем 440,9 m³ (6,69 m² и 12,3 m³ на човек) са разположени в кърмовата част на кораба на долната палуба. Явен минус на това стандартно за онова време решение е високото ниво на шума от разположените в съседство турбини и необходимостта офицерите да изминават по-голямата част от дължината на кораба, за да достигнат своите бойни постове.
Кубриците за долните чинове, с площ 420,7 m² и обем 930,7 m³, (1,38 m² и 3,06 m³ на човек), се намират в носовата част на кораба на долната и горната палуби под полубака, пред въглищните бункери.
И в двата случая осветлението и вентилацията са естествени.

## Коментари
1. ↑  Такива по-рано носи разрушителя „Кавакадзе“.